# Allium orientale
Allium orientale — вид трав'янистих рослин родини амарилісові (Amaryllidaceae), поширений у східному Середземномор'ї.

## Опис
Багаторічна рослина. Цибулина від яйцеподібної до кулястої, діаметром 1.5–3 см; зовнішня оболонки сірувата, внутрішні перетинчасті, білі. Стебло 10–50 см, прямостійне. Листків 2–6, лінійно-стрічкоподібної форми, 10–20 мм завширшки, плоскі, довго звужені вгору, часто хвилясті. Зонтик півсферичний діаметром 2.5–5 см, багатоквітковий. Сегменти оцвітини жовтувато-білі з блідо-зеленим серединною жилкою, слабко-рожеві, бузково-рожеві або червонуваті, довгасто-еліптичні, 6–7 мм. Пиляки блідо-жовті. Коробочка куляста, 5–6 мм.

## Поширення
Поширений у східному Середземномор'ї — пн. Лівія, Єгипет, Кіпр, Ізраїль, Йорданія, Сирія, Туреччина.